# Luís Ferreira Roquette
Luís Ferreira Roquette ComNSC (Salvaterra de Magos, Salvaterra de Magos, 19 de Abril de 1823 - ?), 1.º Barão de Salvaterra de Magos, foi um empresário agrícola e político português.

## Família
Filho de António Ferreira Roquette (bap. Salvaterra de Magos, Salvaterra de Magos, 1 de Setembro de 1787 - ?), Proprietário e Lavrador em Salvaterra de Magos, e de sua mulher (Salvaterra de Magos, Salvaterra de Magos, 13 de Setembro de 1813) Rita Leonor Barreto Mialheiro de Melo Travassos (Salvaterra de Magos, Salvaterra de Magos, 7 de Fevereiro de 1791 - ?).

## Biografia
Fidalgo Cavaleiro da Casa Real, foi grande Lavrador e Proprietário em Salvaterra de Magos, Comendador da Ordem de Nossa Senhora da Conceição de Vila Viçosa, Comendador da Ordem de Isabel a Católica, de Espanha, Presidente da Câmara Municipal de Benavente e Presidente da Câmara Municipal de Salvaterra de Magos.
O título de 1.º Barão de Salvaterra de Magos foi-lhe concedido por Decreto de D. Luís I de Portugal de 29 de Agosto de 1870.

## Casamento e descendência
Casou em Lisboa, São Julião, a 7 de Agosto de 1848 com Maria Isabel de Magalhães e Araújo (Lisboa, Santa Justa, 8 de Agosto/Setembro de 1830 - ?), filha de Domingos José/João de Magalhães e Araújo, Senhor da Casa da Devezinha, na Bobadela, em Pedraça, Cabeceiras de Basto, e de sua mulher Maria Augusta de Carvalho, com geração, da qual o quinto filho casou com a filha herdeira da 2.ª Viscondessa da Fonte Boa.